# Sublaqueum
Sublaqueum, moderna Subiaco, va ser una ciutat de la vall de l'Anio, a uns 35 km al nord de Tibur (Tívoli).
El seu nom deriva dels llacs formats a la zona pel riu Anio, anomenats Simbruina Stagna o Simbrivii Lacus. Aquests estanys eren en gran part artificials, construïts com a embassaments per recollir les aigües que arribaven a Roma a través de la aqüeductes de l'Aqua Marcia i l'Aqua Claudia. La ciutat no s'esmenta abans del regnat de Neró, on hi va tenir una vil·la que es deia Villa Neroniana Sublacensis, segons Tàcit. Probablement era una dependència municipal de Tibur. Plini el Vell l'esmenta, però no com a municipi. Els llacs van subsistir fins a l'any 1305.
Subiaco va ser famosa a l'edat mitjana com a lloc de retir de Benet de Núrsia, el fundador de l'orde dels benedictins. És possible que llavors estigués deserta i que s'hagués format entorn del monestir que havia fundat Benet.